# Bruce Hoblitzell
Bruce "Mr. Hobby" Hoblitzell, född 25 juni 1887 i Louisville, Kentucky, död där 11 augusti 1970, var en amerikansk demokratisk politiker. Han var Louisvilles borgmästare 1957–1961.
Hoblitzell utexaminerades 1907 från Kentucky Military Institute och var sedan verksam som affärsman i Louisville. Han valdes år 1953 till sheriff i Jefferson County. I det ämbetet strävade han efter att förbättra fängelseförhållanden i countyt. Han var även ordförande för handelskammaren i Louisville.
Hoblitzell vann borgmästarvalet i Louisville den 5 november 1957 som demokraternas kandidat. Han efterträdde 1957 Andrew Broaddus som borgmästare och efterträddes 1961 av William O. Cowger. Hoblitzell avled 1970 och gravsattes på Cave Hill Cemetery i Louisville.